# Rotating radio transient
Rotating radio transient (RRAT, nieregularne radioźródło) – rodzaj gwiazdy neutronowej podobnej do pulsara, która emituje impulsy promieniowania elektromagnetycznego. Impulsy te nie są jednak w żaden sposób uporządkowane – nie występują w równych odstępach czasowych. Czas trwania tych impulsów to ułamki sekund, natomiast odstępy między nimi wynoszą od 4 minut do 3 godzin, a czasem jeszcze dłużej. Obiekty te są jednymi z najsilniejszych źródeł promieniowania radiowego we Wszechświecie.
Pierwszych 11 obiektów RRAT odkryto za pomocą radioteleskopu w australijskim Parkes Observatory, a ich odkrycie ogłoszono w czasopiśmie Nature w lutym 2006. Szacuje się, że w naszej Galaktyce może być ich nawet 400 tys., czyli czterokrotnie więcej niż zwykłych pulsarów.